# Crewe Alexandra Football Club
O Crewe Alexandra Football Club é um clube inglês de futebol, sediado na cidade de Crewe, cidade localizada no sul do Condado de Cheshire, na Inglaterra. O clube foi fundado em 1877 e atualmente disputa a Football League 2, correspondente à 4° divisão do campeonato inglês.
O clube foi formado em 1877 e recebeu o nome da princesa Alexandra. Foi um membro fundador da Segunda Divisão da Liga de Futebol em 1892, mas durou apenas quatro anos na Liga. Desde a reentrada na competição em 1921, eles permaneceram na maioria das divisões inferiores. As únicas grandes honrarias de Crewe são o troféu da Football League Trophy, que venceram em 2013, e a Copa Galesa, que venceram em 1936 e 1937. Eles também ganharam vários troféus menores, incluindo a Cheshire Premier Cup e a Cheshire Senior Cup.

## História
Primeiros Anos
O Crewe Alexandra foi fundado em 1877 como Crewe Football Club. A parte "Alexandra" do nome é uma homenagem à Princesa Alexandra.